# Marcy Avenue
Marcy Avenue – stacja metra nowojorskiego, na linii J i M i Z. Znajduje się w dzielnicy Brooklyn, w Nowym Jorku i zlokalizowana jest pomiędzy stacjami Hewes Street i Delancey Street - Essex Street. Została otwarta 25 czerwca 1888.